# 斉藤真也 (作家)
斉藤 真也（さいとう しんや）は、日本のライトノベル作家。宮城県仙台市出身、東京都在住。2009年、『リトルリトル☆トライアングル』（刊行時、オトコを見せてよ倉田くん!に改題）で第5回MF文庫Jライトノベル新人賞佳作を受賞しデビューする。 

## 作品一覧
- オトコを見せてよ倉田くん!（2009年10月 - 2012年4月、MF文庫J）
- 光機動飛翔兵器 武装妖精フェアリア（2013年9月 - 2014年12月、MF文庫J）